# フローニンゲン州

フローニンゲン州
Provincie Groningen

フローニンゲン州（フローニンゲンしゅう、オランダ語: Groningen [ˈɣroːnɪŋə(n)] ( 音声ファイル), フローニン語: Grönnen）は、オランダ北東部の州。州都はフローニンゲン。北は北海に面し、西はフリースラント州、南はドレンテ州。東はドイツのニーダーザクセン州と境界を接する。

## 州名
標準的なオランダ語発音をカタカナ表記化すると「フローニンゲン」（実際は"ng"が一つの子音として発音されるため「フローニゲン」と聞こえる）であり、日本語の表記としても「フローニンゲン」が広く定着している。しかし、"g"と"ng"の違いを区別せずに「フローニンヘン」、または、"g"の発音を英語読みにして「グローニンゲン」と表記されることも割と多い。その他に以下のような表記もある。
- フロニンゲン
- フローニゲン
- フロニンヘン
- フローニヘン
- グロニンゲン
- グロニゲン

## 地理
天然ガスの産地として有名。1964年に生産開始したフローニンゲン・ガス田がある。これも含め、フローニンゲン州のガス田からオランダ国内の天然ガス産出量の3分の2が採取されている。

## 基礎自治体
下記の10の基礎自治体（ヘメーンテ）からなる。
1. エームスデルタ（オランダ語版） (Eemsdelta)
2. フローニンゲン (Groningen)
3. ヘト・ホーゲラント（オランダ語版） (Het Hogeland)
4. ミッデン＝フローニンゲン（オランダ語版） (Midden-Groningen)
5. オルダンボ（オランダ語版） (Oldambt)
6. ペーケラ（オランダ語版） (Pekela)
7. スタッズカナール (Stadskanaal)
8. フェーンダム (Veendam)
9. ウェステルクワルティール（オランダ語版） (Westerkwartier)
10. ウェスターウォルデ（オランダ語版） (Westerwolde)

## スポーツ

### サッカー
フローニンゲン州に本拠地を置くプロ・サッカークラブ。1部リーグ（エールディヴィジ）と2部リーグ（エールステ・ディヴィジ）の双方を含む。
- FCフローニンゲン - フローニンゲン
- BVフェーンダム - フェーンダム

## その他
- ピーテルブーレンアザラシセンター - 野生アザラシの保護、治療・リハビリ、研究を目的とした施設。主に負傷したり迷子となっていた個体を対象としている。YouTubeにて24時間ライブ配信を行っており、2024年にX（旧・Twitter）で日本のユーザーが紹介し、アクセスが急増した。アザラシたちの愛くるしい様子が話題になった[2][3]。